# Richmond-bányai archeális acidofil nanoorganizmusok
A Richmond-bányai archeális acidofil nanoorganizmusokat (Archaeal Richmond Mine acidophilic nanoorganisms; ARMAN) egy extrém savas közegű bányában, az Észak-Kaliforniában található Richmond-bányában fedezte fel Brett Baker kutatócsoportja. Ezeknek az újonnan azonosított archaea csoportoknak a kezdeti elnevezései: ARMAN-1, ARMAN-2 (később Candidatus Micrarchaeum acidiphilum ARMAN-2), és ARMAN-3. Az ARMAN csoportok 16S rRNS génjei jelentős eltéréseket mutatnak a szokásos PCR primerek által célozható szekvenciáktól, ami megnehezítette korábbi kimutatásukat. Ezek az organizmusok a DPANN szuperfőtörzsbe tartoznak. Az ARMAN csoport ma már több, egymástól jelentősen eltérő (mélyen divergens) törzset foglal magában, melyek a Micrarchaeota és Parvarchaeota nevet viselik. A három eredetileg leírt ARMAN csoport 16S rRNS génjei között akár 17%-os genetikai különbség is megfigyelhető. Felfedezésüket megelőzően az Iron Mountain területéről kimutatott archaeák szinte kizárólag a Thermoplasmatales rendbe tartoztak (például a Ferroplasma acidarmanus).

## Tulajdonságai
A bányán belüli különböző mintavételi helyek vizsgálata kimutatta, hogy az ARMAN organizmusok állandóan jelen vannak az észak-kaliforniai Iron Mountain rendkívül savas (pH < 1,5) bányavízzel kapcsolatos mikrobiális közösségeiben. Ezekben a közösségekben általában kisebb arányban (a teljes mikrobiális közösség 5–25%-át alkotva) fordulnak elő. Azóta közeli rokonságban álló szervezeteket azonosítottak más extrém élőhelyeken is, többek között egy finnországi savas dagadólápban, a délnyugat-spanyolországi Rio Tinto folyó savas bányavízzel szennyezett extrém környezetében, valamint egy japán (Yunohama) gyengén lúgos, mélyen fekvő tengerparti melegforrásban is.

## Sejt szerkezet és ökológia
Tenyésztetlen ARMAN sejteket bányából származó biofilmeken belül, krio-elektron tomográfia (cryo-ET) alkalmazásával részletesen, három dimenzióban jellemeztek (Comolli et al. 2009). Ez a vizsgálat felfedte, hogy sejtjeik térfogata rendkívül kicsi, 0,009 µm3 és 0,04 µm3 között mozog, ami az élő sejtek számára korábban feltételezett alsó mérethatár (National Research Council irányító csoport) közelében, vagy akár az alatt van. Azt is megállapították, hogy szokatlanul kis sejtméretük ellenére gyakran megfigyelhető, hogy a biofilmekben található ARMAN sejtekhez többféle vírus is kapcsolódik. Továbbá, egy ARMAN sejt átlagosan mindössze ~92 riboszómát tartalmaz, szemben például egy átlagos, tenyészetben növekvő E. coli sejt ~10 000 riboszómájával. Ez arra utal, hogy az ARMAN sejtekben egy adott időpontban a metabolitoknak csak egy jóval korlátozottabb köre van jelen, ami jelentősen csökkentett metabolikus kapacitást feltételez. Ez a megfigyelés tovább árnyalja az élő sejt minimális összetevőire és működési követelményeire vonatkozó tudományos kérdéseket.
Az ARMAN sejtek természetes környezetükben végzett háromdimenziós rekonstrukciói felfedték, hogy egy kis hányaduk fizikailag kapcsolódik a Thermoplasmatales rendbe tartozó más archaeákhoz. Úgy tűnik, hogy a Thermoplasmatales sejtek bizonyos struktúrái vagy akár maguk a sejtek közvetlen fizikai kapcsolatot létesítenek az ARMAN sejtekkel, esetenként behatolva azok citoplazmájába. Ennek a kölcsönhatásnak a pontos természetét még nem sikerült egyértelműen meghatározni. Feltételezhető, hogy ez egyfajta parazita, kommenzalista vagy szimbiotikus kapcsolat lehet. Elképzelhető, hogy az ARMAN organizmusok így jutnak hozzá olyan esszenciális metabolitokhoz, amelyeket önállóan nem képesek előállítani.

## Genomika és proteomika
A Candidatus Micrarchaeum acidiphilum (ARMAN-2) genomjának első, körülbelül 1 megabázispár (Mb) méretű vázlatát, amely három nagyméretű genomiális állványzatból (scaffold) állt, Baker és munkatársai publikálták 2010-ben a PNAS folyóiratban. Az ARMAN-4 és ARMAN-5 csoportok később szekvenált genomjai (méretük szintén 1 Mb körüli) szokatlanul kis átlagos génmérettel rendelkeznek, ami hasonló az endoszimbiotikus és parazitikus életmódot folytató baktériumoknál megfigyeltekhez. Ezeknek a csoportoknak a törzsfejlődési elágazása közel esik az Euryarchaeota és Crenarchaeota főtörzsek szétválásához, ami tükröződik abban is, hogy számos genetikai jellemzőjük közös mindkét főtörzs képviselőivel. Genomjukban több olyan gént is azonosítottak, amelyeket korábban kizárólag a Crenarchaeota törzs tagjaiban írtak le. Számos, általánosan ismert anyagcsere-útvonal jelenlétét vagy működését nehéz rekonstruálni az ARMAN genomok alapján, részben a genomjaikban azonosított, szokatlanul magas arányú, egyedi (más élőlényekben eddig nem talált) gének miatt.
A tRNS-feldolgozásban részt vevő tRNS splicing endonukleáz egy új típusát fedezték fel az ARMAN-1 és ARMAN-2 csoportokban (Fujishima et al. 2011). Ez az enzim két duplikált katalitikus alegységből és egyetlen strukturális alegységből áll, melyeket egyetlen gén kódol, így egy újszerű, három alegységes (három-az-egyben) architektúrát képvisel.